# Résolution 1264 du Conseil de sécurité des Nations unies
Membres permanents
- Chine
- États-Unis
- France
- Royaume-Uni
- Russie

Membres non permanents
- Argentine
- Bahrain
- Brésil
- Canada
- Gabon
- Gambie
- Malaisie
- Namibie
- Pays-Bas
- Slovénie

Résolution no 1263 Résolution no 1265
La Résolution 1264 du Conseil de sécurité des Nations unies fut adoptée à l'unanimité le 15 septembre 1999. Après avoir rappelé les résolutions précédentes sur le Timor oriental, le Conseil a autorisé la création de la Force internationale multinationale pour le Timor oriental (INTERFET) pour rétablir la paix et la sécurité dans le territoire, faciliter l’aide humanitaire et protéger la Mission des Nations Unies au Timor oriental (MINUTO).
Le Conseil de sécurité s'est félicité de la tenue réussie du référendum spécial sur l'autonomie du Timor oriental le 30 août 1999, au cours duquel le peuple du Timor oriental a voté pour l'indépendance vis-à-vis de l'Indonésie. Entre-temps, la détérioration de la situation sécuritaire et la violence qui ont déplacé de nombreux résidents ont suscité des préoccupations. Des attaques ont également eu lieu contre la MINUTO et d’autres membres du personnel humanitaire international et national, ce qui a particulièrement affecté les groupes vulnérables. Des informations font état de violations généralisées du droit international humanitaire et des droits de l'homme dans tout le Timor oriental. L'Indonésie a accepté la présence d'une force internationale de maintien de la paix des Nations unies dans la région.
Agissant en vertu du Chapitre VII de la Charte des Nations unies, le Conseil a condamné la violence au Timor oriental, demandé que les responsables soient traduits en justice et souligné la nécessité d'une assistance humanitaire immédiate et sans restriction dans la région. À cet égard, il a autorisé la création d’une force multinationale dirigée par l’Australie sous commandement conjoint, chargée de rétablir la paix, de protéger la mission de la MINUTO et d’aider aux opérations humanitaires en utilisant toutes les mesures nécessaires. La force était composée de 8 000 personnes de 17 pays. Le Gouvernement indonésien, qui avait la responsabilité temporaire de la sécurité du Timor oriental, coopérerait avec la force multinationale ou INTERFET.
La résolution notait qu’une partie de l’accord entre l’Indonésie et le Portugal sur l’avenir du Timor oriental prévoyait un transfert pacifique et ordonné de l’autorité du Timor oriental aux Nations unies et qu’il était demandé à l’INTERFET de soutenir le processus. La force multinationale serait présente au Timor oriental pendant quatre mois jusqu'à ce qu'elle soit remplacée par une force de maintien de la paix des Nations unies, et serait tenue de présenter des rapports périodiques sur ses progrès.
Enfin, le Conseil a été demandé au Secrétaire général de préparer une administration transitoire au Timor oriental qui comprendrait une opération de maintien de la paix pendant la phase de mise en œuvre après le référendum.